# Sylvilagus transitionalis
Il silvilago della Nuova Inghilterra (Sylvilagus transitionalis Bangs, 1895) è, come suggerisce il nome, una specie di silvilago diffusa con popolazioni molto frammentate in alcune aree della Nuova Inghilterra (Stati Uniti d'America), soprattutto dal Maine meridionale allo Stato di New York meridionale, a est del fiume Hudson. Sia nelle dimensioni (38,2-42,5 cm), che nell'aspetto, ricorda moltissimo il silvilago orientale.
Vive solamente in zone di foresta aperta o di macchia, soprattutto in prossimità di torrenti, paludi, stagni o laghi. Quando, agli inizi del secolo scorso, le fattorie vennero abbandonate e la foresta colonizzò di nuovo i territori prima coltivati, il numero di questi conigli aumentò considerevolmente; ma a partire dagli anni sessanta, quando ormai i primi sparuti boschetti erano divenuti foreste vere e proprie, essi iniziarono a diminuire.
Il silvilago della Nuova Inghilterra si nutre di una vasta gamma di piante erbacee, frutti e semi, ma in inverno consuma anche specie legnose.
A causa della sua forte diminuzione, questa specie è attualmente protetta nell'ambito dell'Endangered Species Act. La caccia è stata ristretta solo alle aree in cui questa specie coesiste con il silvilago orientale, allo scopo di proteggere le rimanenti popolazioni pure di silvilago della Nuova Inghilterra.